# Хјуи (Илиноис)
Хјуи (енгл. Huey) град је у америчкој савезној држави Илиноис.

## Демографија
По попису из 2010. године број становника је 169, што је 27 (-13,8%) становника мање него 2000. године.
| Група             | 2000.       | 2010.       |
| Белци             | 189 (96,4%) | 168 (99,4%) |
| Афроамериканци    | 1 (0,5%)    | 0 (0,0%)    |
| Азијати           | 0 (0,0%)    | 0 (0,0%)    |
| Хиспаноамериканци | 3 (1,5%)    | 0 (0,0%)    |
| Укупно            | 196         | 169         |